# Teymur Elchin
Teymur Elchin o Teymur Suleyman oglu Aliyev (en azerí: Teymur Elçin və ya Teymur Süleyman oğlu Əliyev; Shusha, 28 de marzo de 1924 - Bakú, 14 de marzo de 1992) fue un poeta de Azerbaiyán, Viceministro de Cultura de República Socialista Soviética de Azerbaiyán entre 1975 y 1988.

## Biografía
Teymur Elchin nació el 28 de marzo de 1924 en la ciudad de Shusha. Entre 1941 y 1948 estudió en la Universidad Estatal de Bakú. Durante la Segunda Guerra Mundial sirvió en el frente de Transcaucasia.
En la década de 1940, Teymur Elchin participó en diversas actividades públicas dentro de organizaciones juveniles municipales y estatales. Durante este tiempo, también trabajó en los medios locales, en estaciones de radio y periódicos, incluido "Gənc işçi". De 1956 a 1964, Teymur Elchin fue presidente del Jefe de Comité Estatal de Radio y Televisión de RSS de Azerbaiyán. Entre 1975 y 1988 fue Viceministro de Cultura de RSS de Azerbaiyán. Teymur Elchin fue miembro de la Unión de Escritores de Azerbaiyán y de la Unión de Periodistas de Azerbaiyán.
Teymur Elchin fue autor de muchas canciones conocidas y trabajó con muchos compositores azerbaiyanos famosos, incluidos Fikret Amirov, Tofig Guliyev y Rauf Hajiyev. En 1989 Teymur Elchin escribió el poema "Garabakh shikestesi" ("Qarabağ şikestesi") y el compositor azerbaiyano, Vasif Adigozalov, escribió una sinfonía y un oratorio. Sus primeros versos se publicaron en 1938. También tradujo muchas obras de poetas rusos, entre ellos Kornéi Chukovski y Samuíl Marshak. Escribió varias obras que se representaron en teatros nacionales de Azerbaiyán y en el extranjero, en Hungría, Alemania y España.
Teymur Elchin falleció 14 de marzo de 1992 en la ciudad de Bakú.

## Premios y títulos
- Orden de la Bandera Roja del Trabajo (1971)
- Orden de la Insignia de Honor (1979)